# Physopyxis lyra
Physopyxis lyra är en fiskart som beskrevs av Cope 1872. Physopyxis lyra ingår i släktet Physopyxis och familjen Doradidae. Inga underarter finns listade i Catalogue of Life.